# Schanginia
Schanginia là chi thực vật có hoa trong họ Amaranthaceae.